# لويس أنطوان رانفييه

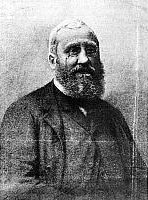
لويس أنطوان رانفييه

لويس أنطوان رانفييه (Louis-Antoine Ranvier) كان طبيباً وعالم تشريح وعالم أنسجة فرنسياً، ولد في 2 أكتوبر 1835 بليون (فرنسا)، وتوفي في 22 مارس 1922 بفندرانج (فرنسا)، وهو مكتشف عقد رانفييه.

## روابط خارجية
- لويس أنطوان رانفييه على موقع الموسوعة البريطانية (الإنجليزية)